# Агириш
Агириш — посёлок городского типа в Советском районе Ханты-Мансийского автономного округа. Железнодорожная станция, конечная станция железнодорожной ветки от станции Верхнекондинская (город Советский) (начало незавершённого направления на Воркуту (Лабытнанги), строительство прекращено в 1980-х см. Торн).
Территория 1342 га. Численность населения — 1638 чел. (2021).
Около 250 человек работают в лесоперерабатывающей отрасли, остальные заняты на объектах социально-культурного и бытового назначения. Расположен в северной части района, граничит с Берёзовским районом. Расположен в 73 км от районного центра.

## История
Основан в 1969 году. Название видимо происходит от мансийского «агирись» — девочка, дочка. По другой версии название происходит от «агыр» — омут. Первоначально входил в состав Советского поселкового Совета.
29 октября 1974 года образован сельсовет, поселковый Совет − с 22 февраля 1982 года, в декабре 1990 года образована администрация посёлка.
В 90-е годы объединением «Тюментрансгаз» построена бетонная автодорога в связи с началом разработки залежей керамзитовых и диатомитовых глин, используемых в производстве кирпича Югорским заводом.
В перспективе строительство автомагистрали Тюмень—Урай—Агириш—Салехард.

## Население
| 1989  | 2002  | 2009  | 2010  | 2012  | 2013  | 2014  |
| ----- | ----- | ----- | ----- | ----- | ----- | ----- |
| 3592  | ↘2831 | ↘2786 | ↗2856 | ↘2704 | ↘2615 | ↘2478 |
| 2015  | 2016  | 2017  | 2018  | 2019  | 2020  | 2021  |
| ↘2403 | ↘2354 | ↘2296 | ↘2225 | ↘2143 | ↘2108 | ↘1638 |